# Happy Mondays
Happy Mondays (español: Felices Lunes) es una banda del Rock alternativo. Fue formada en 1981 en Salford, Gran Mánchester, Inglaterra. Su nombre deriva de la canción de New Order Blue Monday ("Lunes Azul").
Hasta el año 1992, los componentes del grupo fueron el vocalista Shaun Ryder, su hermano Paul Ryder al bajo, el guitarrista Mark Day (apodado "Moose" y "Cowhead"), el teclista Paul Davis y el batería Gary Whelan. A estos cuatro hay que añadir a 'Bez', que tras trabar amistad con Shaun Ryder, se uniría posteriormente a las actuaciones de la banda haciendo de bailarín y percusionista. Otra incorporación fue la de Rowetta Satchell, quien a partir de principios de los 99 se encargaría de los coros. El grupo volvió a unirse en los años 1999 y 2004, pero de los componentes originarios solamente quedaron Shaun Ryder, 'Bez' y Gary Whelan.

## Biografía
El fundador de la discográfica Factory Records y el club Haçienda de Mánchester, Tony Wilson, contrató a Happy Mondays durante una de las míticas "batallas de bandas" del local nocturno. Sobre dicha "batalla de bandas" existen varias versiones. Una dicen que Tony Wilson decidió contratar al grupo a pesar de que quedaron en último lugar, mientras que en otros lugares se asegura que Happy Mondays ganaron porque el concurso estaba amañado.[cita requerida] Tony Wilson planificó la estrategia a seguir para hacer triunfar al grupo y dio mucha importancia a que trabajaran con productores de renombre y que su música fuera remezclada por populares disc jockeys. En 1987 grabaron su primer álbum, Squirrel and G-Man Twenty Four Hour Party People Plastic Face Carnt Smile (White Out). Cabe destacar de este álbum el corte titulado Desmond. Al ser demasiado similar al Ob-La-Di, Ob-La-Da de The Beatles desapareció en posteriores reediciones del disco. A finales de la década de los ochenta, los de Salford ya eran una de las más importantes formaciones de la escena musical de Mánchester, personificando la cultura rave y padeciendo problemas con las drogas, que fueron otra de las características de ese movimiento musical. Su primer álbum fue producido por John Cale, exmiembro de The Velvet Underground, y, además de cimentar el estilo del grupo, basado en la comunión entre el indie pop y los ritmos bailables, les valió el reconocimiento de la prensa especializada.
En 1988 y en su bautizado como "Segundo verano del amor", la música house explota definitivamente en los clubs de Mánchester trayendo de la mano el 'éxtasis' y la cultura rave. En este ambiente, Happy Mondays y sus compañeros de generación eran acogidos por la prensa como the next big thing, y su segundo álbum, Bummed (1988), producido por Martin Hannett (Joy Division, New Order), fue un pelotazo con sus guitarras ácidas sobre una bases bailables.
Así, a comienzos del año 89, Happy Mondays eran, con permiso de sus paisanos The Stone Roses, una de las bandas indie más famosas, notoriedad a la que también contribuía la publicidad que les daba sus abusos con las drogas. En este año el grupo graba el EP Madchester. Rave On, con el que sigue contando con el favor de la crítica y gran éxito entre el público. En noviembre, Happy Mondays y The Stone Roses actúan juntos en Top of the Pops, un punto de inflexión para la escena musical que lideraban ambos grupos.
El grupo recibe la década de los noventa con lo que se considera su obra maestra, Pills 'n' Thrills and Bellyaches, con producción de Paul Oakenfold y Steve Osborne (ambos crearon el colectivo 'Perfecto', con el que también colaboraron con U2. Otro gran éxito en todos los sentidos, Happy Mondays se hicieron ricos y famosos, aunque pronto llegarían los problemas. El disco les llevó a encabezar el festival de Glastonbury y tocar en Rock in Rio. La gira fue todo un éxito. Pero los problemas con las drogas y los escándalos se agravaron. Tras encabezar el Festival de Glastonbury Shaun Ryder aseguró que no recordaba nada de la actuación. Durante una gira promocional por Estados Unidos, Tony Wilson declaró que los miembros del grupo eran vendedores de droga.
A finales de 1991 la banda se marcha a Barbados para grabar su esperado nuevo trabajo, pero la grabación iba a ser más tensa de lo deseable. Durante la grabación de Yes, Please! Shaun Ryder tomaba una veintena de dosis de crack diarias. Cuando terminaron la grabación, el cantante "secuestró" las cintas, telefoneó a Tony Wilson y exigió un rescate de 40.000 libras, amenazándolo con destruir las cintas de las sesiones. Factory Records no pasaba por sus mejores momentos económicos y Wilson confiaba en que el nuevo trabajo de Happy Mondays pusiera fin a las vacas flacas, así que Wilson volvió a hipotecar su casa para salvar las cintas. La prensa especializada, lejos de acoger cálidamente el nuevo trabajo, lo atacó con saña. La gira no contribuyó a salvar las cosas. El trabajo se titulaba Yes, Please! y fue producido por Chris Frantz y Tina Weymouth, que habían sido miembros de las bandas Tom Tom Club y Talking Heads. A pesar del fracaso de Yes, Please!, el grupo estaba a punto de cerrar un acuerdo con la multinacional EMI. Sin embargo, en un momento de las negociaciones Shaun Ryder se levantó de la mesa y dijo que salía a comprar a un Kentucky Fried Chicken (así se refería a la heroína). Le esperaron durante tres horas, pero no regresó, dándose por rota la negociación. En 1991 'Bez' la emprendió a golpes con una flota de autobuses, rompiéndose el brazo durante el ataque. Así, durante la gira de Yes, Please! el bailarín-percusionista lució una escayola.
Happy Mondays se separaron en el año 1992, tras lo cual Shaun Ryder y Bez formaron el grupo Black Grape. Sin embargo, en el año 1999 el grupo se volvió a formar con la ausencia de Paul David y Mark Day.Sin embargo, la vuelta a la escena musical, acompañada con una gira mundial y el sencillo The Boys are Back in Town, no sería muy larga.
En el año 2004 Happy Mondays volvieron. Lanzaron un DVD con un concierto grabado en Barcelona, España, y actuaron en varios festivales durante ese año y los siguientes. Cuando Shaun Ryder decidió abandonar el grupo hubo rumores de que Rowetta Satchell se convertiría en la vocalista principal, mientras que Paul Davis se encargaría de componer las canciones. En el número de octubre de 2007 de la revista MOJO, Paul Ryder afirma que la relación con su hermano está rota y que el hecho de no ser invitado a la grabación y posterior gira del último disco quizá le haya salvado la vida. Su "hábito" a la heroína casi lo mata en la anterior gira después de un tiempo "limpio" y sabe que si volviera con ellos, volvería a las drogas.
Bez fue el ganador de la quinta edición de "Celebrity Big Brother" (Gran Hermano VIP).

## Discografía

### Álbumes de estudio
- Squirrel and G-Man Twenty Four Hour Party People Plastic Face Carnt Smile (White Out) (1987)
- Bummed (1988)
- Pills 'n' Thrills and Bellyaches (1990) #4 UK, #89 US
- Yes Please! (1992) #14 UK
- Unkle Dysfunctional (2007)

### Sencillos
| Año  | Título                                | Posiciones       | Posiciones | Posiciones      | Posiciones | Álbum                            |
| Año  | Título                                | UK Singles Chart | US Hot 100 | US Modern Rock  | US Dance   | Álbum                            |
| 1989 | Lazyitis/One Armed Bóxer              | #85...           | -          | -               | -          | Bummed                           |
| 1989 | WFL (Wrote For Luck)                  | #68              | -          | -               | -          | Bummed                           |
| 1990 | Step On                               | #5               | #57        | #9              | #13        | Pills 'n' Thrills and Bellyaches |
| 1990 | The Peel Sessions                     | #79              | -          | -               | -          | ??                               |
| 1990 | Lazyitis - One Armed Bóxer            | #46              | -          | -               | -          | WFL (Wrote for Luck) [Single]    |
| 1990 | Kinky Afro                            | #5               | -          | #1 (una semana) | -          | Pills 'n' Thrills and Bellyaches |
| 1991 | Loose Fit                             | #17              | -          | -               | -          | Pills 'n' Thrills and Bellyaches |
| 1991 | Judge Fudge                           | #24              | -          | -               | -          | Judge Fudge [Single]             |
| 1991 | Bob's Yer Uncle                       | -                | -          | #23             | #25        | Pills 'n' Thrills and Bellyaches |
| 1992 | Stinkin Thinkin                       | #31              | -          | #21             | #1         | Yes Please!                      |
| 1992 | Sunshine And Love                     | #62              | -          | -               | #5         | Yes Please!                      |
| 1999 | The Boys Are Back in Town [Clean Mix] | #24              | -          | -               | -          | Greatest Hits                    |
| 2005 | Playground Superstar                  | #51              | -          | -               | -          | GOAL!                            |

## En la cultura popular
Happy Mondays aparecen retratados en la película 24 Hour Party People. Mientras que Danny Cunningham realiza el papel de Shaun Ryder y Paul Popplewell el de su hermano Paul Ryder, tanto Paul como Rowetta realizan cameos.